# Hala Cebulowa

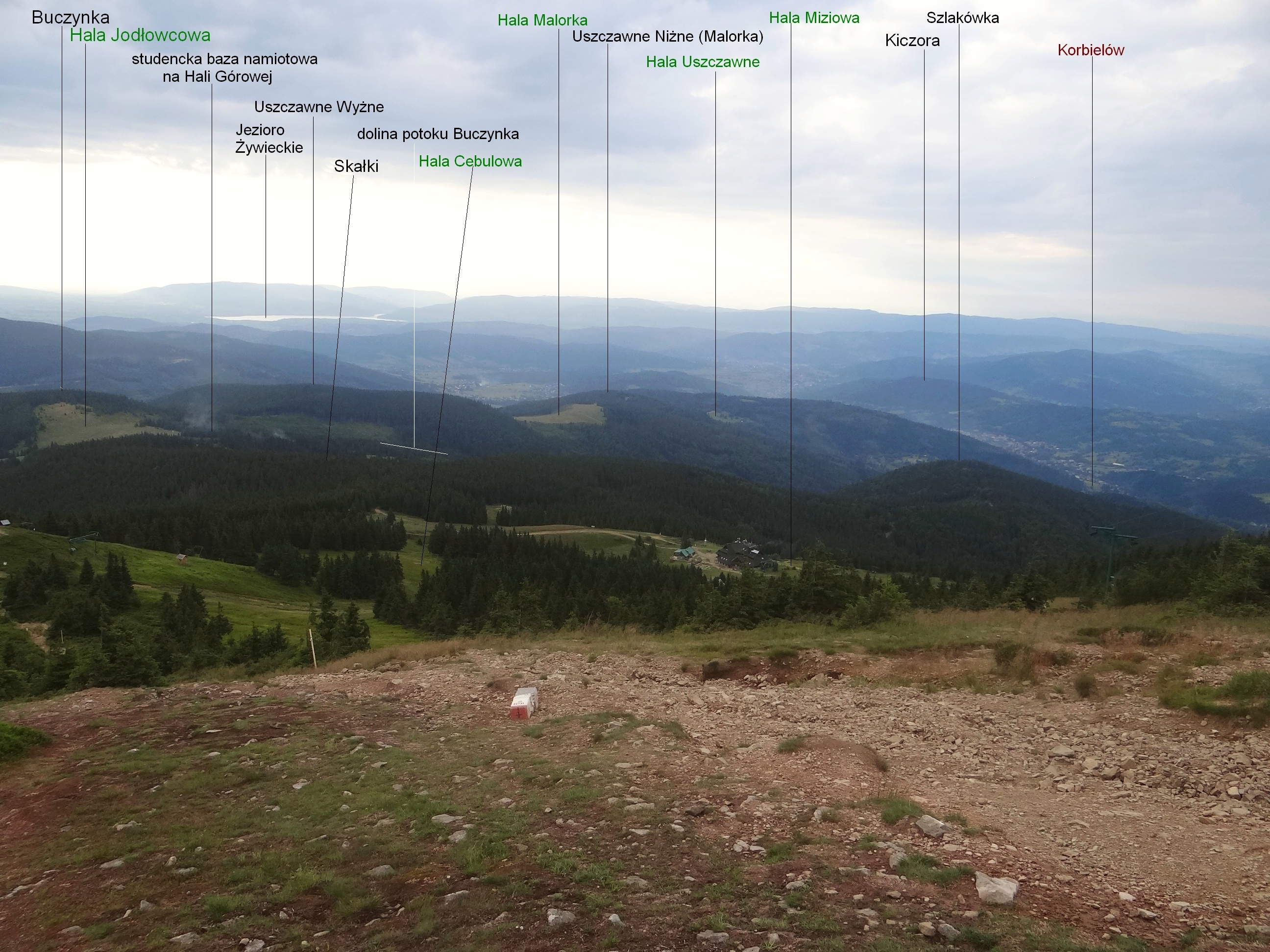
Widok z Kopca

Hala Cebulowa, Hala Cebula – dawna pasterska hala na północnym grzbiecie Pilska w Beskidzie Żywiecko-Orawskim. Położona jest na wysokości około 1280–1308 m n.p.m.n. u północno-zachodnich podnóży wypiętrzenia Kopiec. Dołem przylega do Hali Mizowej, górą podchodzi pod graniczny polsko-słowacki grzbiet. Ma na niej źródła potok W Cebuli, będący największym dopływem Sopotni Wielkiej. Nazwa hali pochodzi od masowego występowania na niej czosnku syberyjskiego, pospolicie zwanego kiedyś przez miejscowych „cebulą” (patrz: Cudzichowa).
Dawniej Hala Cebulowa tętniła życiem pasterskim. Po 1980 w całym Beskidzie z powodu nieopłacalności ekonomicznej zaprzestano wypasu na halach górskich. Ostatnio znów przywrócono tutaj tzw. wypas kulturowy. Hala Cebulowa jest miejscem występowania kilku rzadkich w Polsce gatunków roślin: niebielistka trwała, czosnek syberyjski i pełnik alpejski, które tworzą tutaj wyjątkowe w skali Polski zbiorowisko.
Z rzadkich w Polsce gatunków roślin stwierdzono także występowanie wierzbownicy zwieszonej.
Hala Cebulowa znajduje się w granicach wsi Sopotnia Wielka w województwie śląskim, w powiecie żywieckim, w gminie Jeleśnia. Dolną częścią hali prowadzi zielony szlak turystyczny.

## Szlak turystyczny
Sopotnia Wielka – Uszczawne – Hala Jodłowcowa – schronisko PTTK na Hali Miziowej.

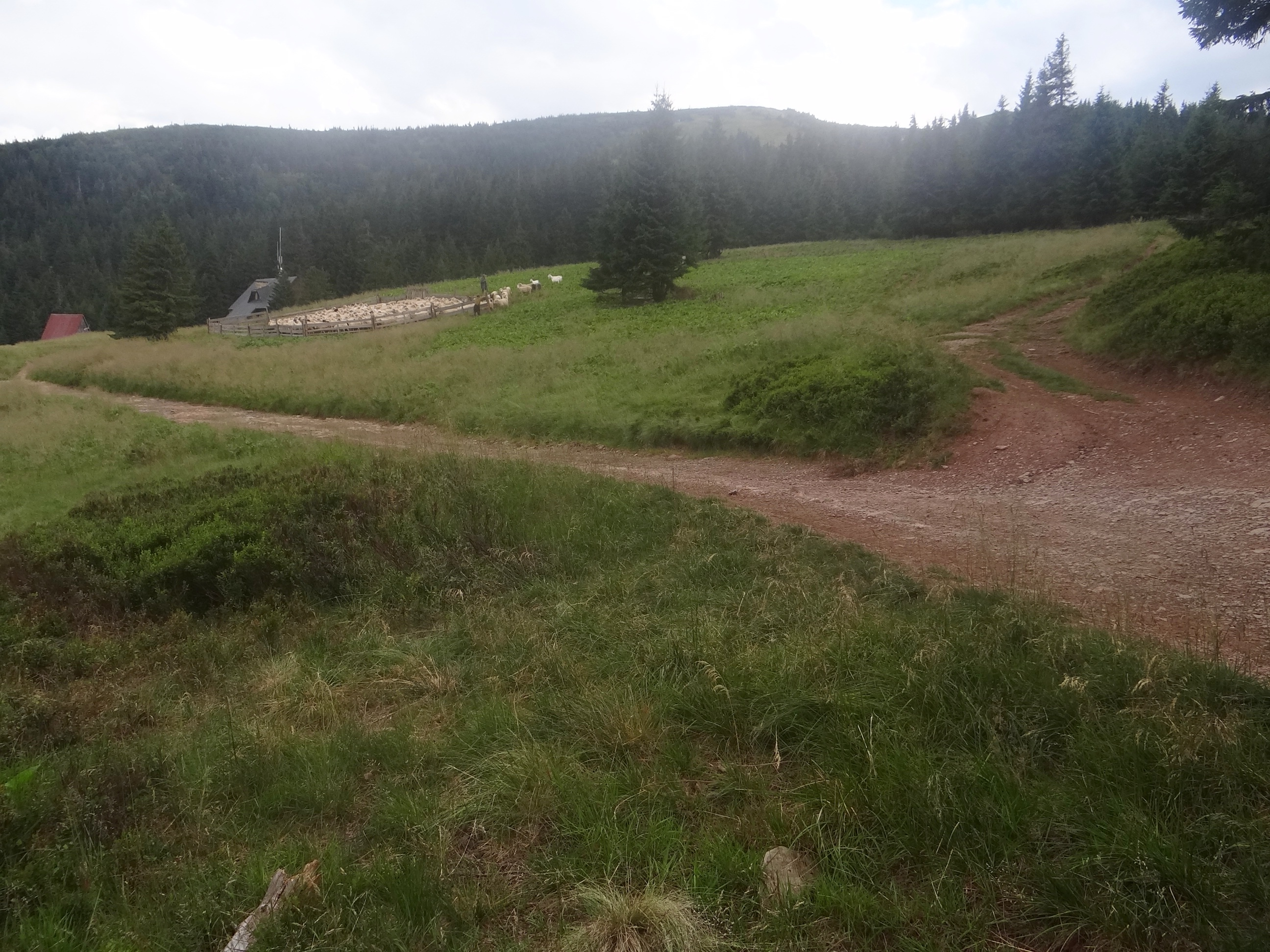
Dolna część Hali Cebulowej